# Fama (Mali)
Fama è un comune rurale del Mali facente parte del circondario di Sikasso, nella regione omonima.
Il comune è composto da 6 nuclei abitati:
- Fama
- Kouroumasso
- Naminasso
- Naniassoni
- Sabénébougou
- Kita